# Въоръжени сили на Либия
Въоръжените сили на Либия са държавната отбранителна организация на Либия. Те включват три клона — сухопътни войски, военновъздушни сили и военноморски сили. Подпомагани са от няколко полувоенни организации, като Народната милиция и Революционната гвардия.
Корените на либийската войска могат да се проследят до Либийската Арабска Войска, позната и като Сенуска армия. Тя е създадена през Втората световна война, когато либийски емигранти в Египет се връщат в контролираната си от Италия родина, за да се присъединят към британците в борбата им срещу силите на Оста. Сформират се пет батальона под британско командване, които взимат участие в партизански действия в Киренайка. Един от тях взима участие и в битката при Тобрук. След като британците поемат пълен контрол над Либия, Сенуската армия отказва да се разоръжи и се присъединява към местната полиция. Либия получава независимостта си през 1951 година и впоследствие частите на Сенуската армия са присъединени към въоръжените сили на новата държава.
След избухването на гражданската война през 2011, 119-хилядната либийска войска се стопява – повечето войници дезертират, а част от тях се включват на страната на въстаниците. Към 12 000 души остават верни на Муамар Кадафи, и продължават сражения срещу въстаническите сили.

## Сухопътни войски
До 2011 година съставът на сухопътните войски включва 50% наборници и 50% доброволци. За най-способна се счита 32-ра бригада, ръководена от Хамис Кадафи и наречена на негово име — Бригада „Хамис“. Тя е обучавана от британските специални части SAS.
Либийската армия разполага с голям брой оборудване, но то е закупено от СССР през 60-те и 70-те години и заради ограничената военна промишленост на страната и международните санкции то не е било модернизирано или подменяно оттогава. Част от техниката е била разпродадена на други африкански държави.
През 1976 година Либия изпраща контингент в Ливан, който трябва да се включи в т.нар. Арабска превантивна сила, включваща също сирийски, саудитски, судански и емиратски войници. Тя е под контрола на Арабската лига, която през 1979 удължава мандата ѝ, но именно тогава саудитците, суданците и войниците на ОАЕ се изтеглят, оставяйки либийците без транспорт и възможност да се върнат у дома. През 1979 либийската армия се включва на страната на Иди Амин по време на Угандийско-танзанийската война. Уганда загубва войната, а войниците ѝ дори открадват част от либийското оборудване.
През 1980-те Либия води погранични сражения с Чад в спор за ивицата Аузу. Кулминацията на Чадско-либийския конфликт е т.нар. Война на тойотите, в която чадските войници, с подкрепа от западните държави, отблъскват либийските нашествия.

### Оборудване
Данните са към 2009 година, по оценка на Международния институт за стратегически изследвания.
- ОБТ Т-72 – 200; 115 в резерв
- ОБТ Т-62 – 100; 70 в резерв
- ОБТ Т-55 – 500; 1040 в резерв
- БТР-50 и БТР-60 – 750
- БРДМ-2 – 50
- ЕЕ-9 Каскавел – 70
- БМП-1 и БМД – 1000
- ЕЕ-11 Уруту – 100
- ОТ-64 СКОТ – неизв.
- 2С1 Гвоздика – 130
- 2С3 Акация – 60
- М-77 ДАНА – 80
- М109 (гаубица) – 14
- Палмария (артилерия) – 160
- 647 буксируеми артилерийски оръдия
- 830 РСЗО (БМ-21, Тип 63, БМ-11 и RM-70)
- 500 минохвъргачки (82, 120 и 160 мм)
- 416 ракети земя-земя (FROG-7 и Скъд)
- над 1000 противотанкови ракети (MILAN, 9К11 Малютка, 9К111 Фагот, 9М113 Конкурс)
- ЗРК – Crotale EDIR, 9К32 Стрела-2, 9К31 Стрела-1, 9К35 Стрела-10)
- ЗАК – С-60, ЗСУ-23-4, ЗУ-23-2, М53/59 Прага, Бофорс 40 мм

## Военновъздушни сили
Либия разполага с 13 военновъздушни бази.
Между 1970-те и 1990-те Либия получава голямо количество съветски и по-малък брой френски бойни самолети и вертолети:
- 32 Dassault Mirage F1
- неизв. брой Dassault Mirage 5
- 139 МиГ-21УМ, бис, МФ (първоначално получава 25 МиГ-21УМ и после 50 МиГ-21МФ, като през 1982 30 от изтребителите МФ са дадени на Сирия)
- 130 МиГ-23
- 60 МиГ-25
- 90 Су-22
- 8 Су-24
- неизв. брой Ту-22

В допълнение, множество транспортни, учебни и леки щурмови вертолети и самолети биват доставени от различни страни. ПВО е оборудвана изцяло със съветски ЗРК – С-75 Двина, С-125, С-200, 9К33 Оса и 2К12 Куб.

## Военноморски сили
Военноморският флот на Либия е типичен за малка страна – съдовете са предимно корвети и фрегати от съветски произход, както и малък брой ракетни катери тип „Оса“ и патрулни лодки. До 2011 числеността на военноморския състав е 8000 души.